# دييغو أوليفيرا (لاعب كرة قدم مواليد 1990)
دييغو أوليفيرا (22 يونيو 1990 في كوريتيبا في البرازيل – )؛ هو لاعب كرة قدم كان يلعب كمهاجم.

## وصلات خارجية
- دييغو أوليفيرا (1990) على موقع رابطة كرة القدم اليابانية للمحترفين (اليابانية)
- دييغو أوليفيرا (1990) على موقع دوري كوريا الجنوبية (الإنجليزية)
- دييغو أوليفيرا (1990) على موقع قاعدة بيانات كرة القدم.إي يو (الإنجليزية)
- دييغو أوليفيرا (1990) على موقع Soccerway.com (الإنجليزية)
- دييغو أوليفيرا (1990) على موقع عالم كرة القدم.نت (الإنجليزية)